# دوستان ادی کویل
دوستان ادی کویل (به انگلیسی: The Friends of Eddie Coyle) یک فیلم نئو-نوآر جنایی به نویسندگی و تهیه‌کنندگی پاول موناش و کارگردانی پیتر ییتس، محصول سال ۱۹۷۳ است. از بازیگران این فیلم می‌توان به رابرت میچام، پیتر بویل، ریچارد جردن، آلکس روکو، جو سانتوس، جک کهو و میچل رایان اشاره کرد.

## بازیگران
- رابرت میچام در نقش ادی کویل
- پیتر بویل در نقش دیلون
- ریچارد جردن در نقش دِیو فولی
- استیون کیتس در نقش جکی براون
- آلکس روکو در نقش جیمی اسکالیز
- جو سانتوس در نقش آرتی وان
- میچل رایان در نقش ویترز
- جک کهو در نقش برد